# Bruno Peyn
Bruno Peyn (* 8. Juni 1887 in Cuxhaven; † 31. Mai 1970 in Hamburg) war ein niederdeutscher Schriftsteller.

## Leben
Seine Dissertation schrieb er 1913 zu dem Thema Theodor Storms lyrisches Schaffen.
Peyn war Oberstudiendirektor in Hamburg-Blankenese. In der Zeit des Nationalsozialismus war er Landesleiter der Reichsschrifttumskammer im „Gau Hamburg“. 1934 erhielt er den Stavenhagen-Preis des Niedersächsischen Bühnenbundes. Er trat zum 1. Mai 1933 der NSDAP bei (Mitgliedsnummer 2.726.139) und schloss sich auch der SA an.
Peyn verbrachte seinen Lebensabend in Kampen auf Sylt. Peyn wurde durch zahlreiche Werke im Bereich des niederdeutschen Dramas bekannt. Sein Nachlass wird in der Staats- und Universitätsbibliothek Hamburg verwaltet.

## Werke
- Der Fischer un sine Fru (1921)
- de Wiber von´n Zippelhus (1923)
- Liebe unterm Schutenhut (1924)
- De Hamborger hillige Geist (1925)
- Gudrun Schauspill in siw Optoeg (1927)
- Lüchtfüer (1928)
- Stück ut de Dullkist (1929)
- De Jungfernborg (1930)
- Kakteentucht (1932)
- Bö öber Thule (1934)
- Vineta (1934)
- Wettloup in Blanknes (1937)
- Asmus op Afweg (1938)
- Lang vergeten (1939)
- Onkel-Ehe (1955)
- Eva in den Dünen (1955)
- Dat verloren Geweten (1959)

## Hörspiele
- 1925: Sunte Maria tou'm Schare. Ein Hamborger Singspel in fiw Optög - Komposition: Siegfried Scheffler, Regie: Hans Böttcher, mit Bruno Peyn (Meister Bertram), Erna Kroll-Lange (Avelke, sin Dochter), Bernhard Jakschtat (Ouhm Andrees), Erwin Bolt (Simon, Geselle bei Meister Bertram), Kurt Rodeck (Beernd, Geselle bei Meister Bertram)

ProduzentNORAG (Hamburg)
Ausstrahlungen (Live ohne Aufzeichnung)19. November und 17. Dezember 1925